# Ernst Heimeran
Ernst Heimeran (* 19. Juni 1902 in Helmbrechts; † 31. Mai 1955 in Starnberg) war ein deutscher Autor und Verleger.

## Leben und Wirken
Heimerans Eltern waren der Fabrikbesitzer Adalbert Heimeran (1866–1949) und seine Frau Hedwig (1874–1933). Bereits vor dem Abitur 1921 am Alten Realgymnasium in München war Heimeran verlegerisch tätig. Seit 1917 war er Herausgeber der Zeitschrift Der Zwiestrolch. Schrift jugendlicher Offenbarung. Nach dem Abitur studierte Heimeran Kunstgeschichte und promovierte mit einer Dissertation zu Michelangelo zum Dr. phil. Er war Autor heiterer anekdotischer Bücher wie etwa Lehrer, die wir hatten.
Ab 1922 baute er, zunächst im Einmannbetrieb, den Ernst-Heimeran-Verlag im väterlichen Haus in Schwabing auf. Bereits zu dieser Zeit arbeitete er viel mit seinem Schwager, dem Schriftsteller, Karikaturisten und Bildhauer Ernst Penzoldt zusammen, mit dem ihn eine lebenslange Freundschaft verband.

„Als H. seinen Verlag gründete, hatte er nicht daran gedacht, zeitgenössische Belletristik zu verlegen. Von 1933 an stellte er sich zunächst mit seinen feuilletonistischen Einfällen dem Publikum gleichsam als sein eigener Autor vor.“

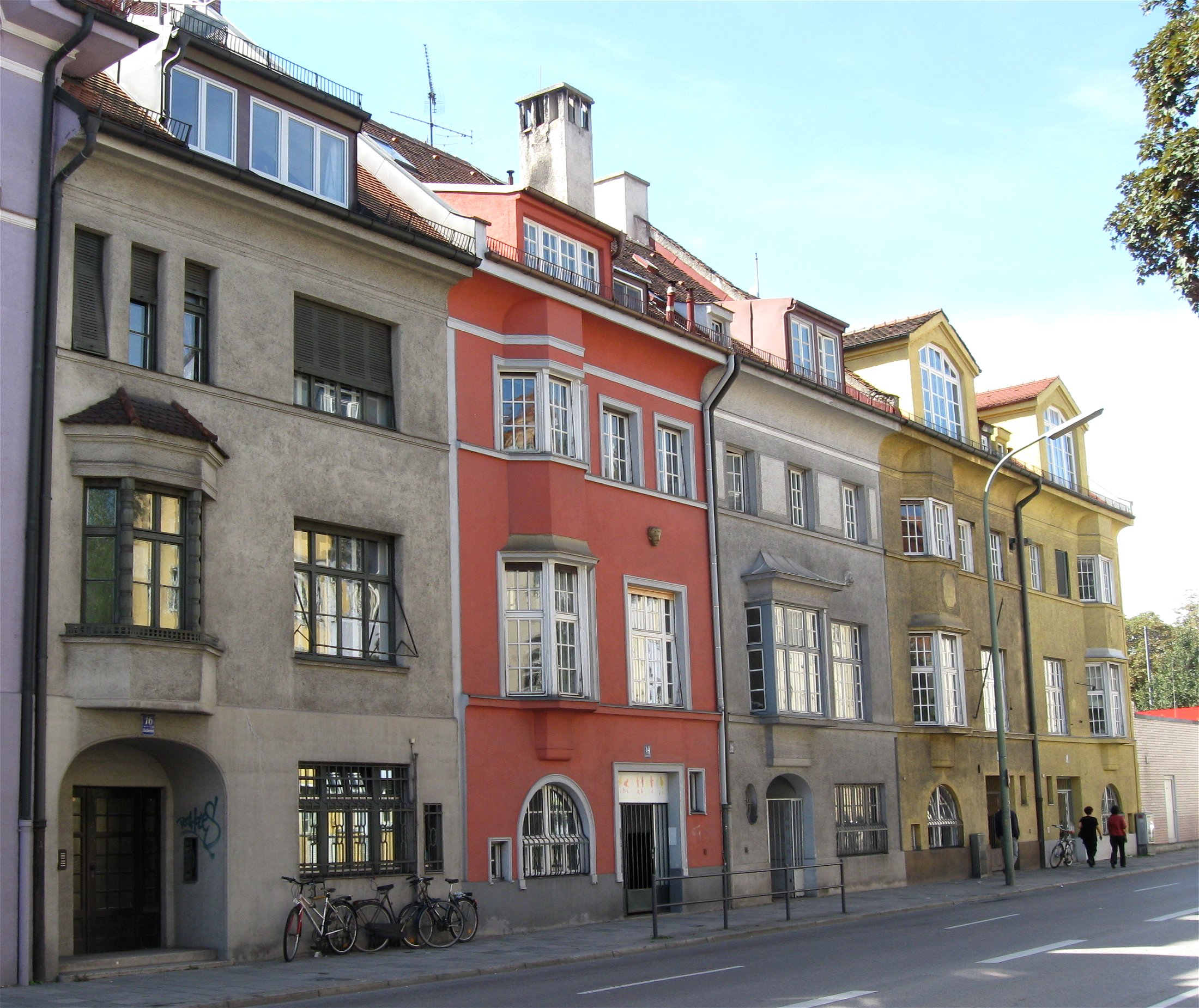
Rotes Haus Mitte: Wohn- und Verlagsgebäude Heimerans in der Dietlindenstr. 14

Obwohl sich seine Bücher sehr gut verkauften, musste er die Finanzierung anfangs durch eine Tätigkeit als Journalist für die Münchner Neuesten Nachrichten stützen. Dort war er Kollege von Eugen Roth. Die beiden gründeten mit Ernst Penzoldt und einem Kreis Gleichgesinnter 1924 die „Argonauten“, die einige Jahre lang das literarische und gesellschaftliche Leben in München belebten. Unter der Naziherrschaft wurde er 1933 als „politisch unzuverlässig“ entlassen. Ernst Heimeran heiratete 1936 seine aus der Schweiz stammende Frau Margrit. Die Familie wurde mit seinen Kindern Christiane, Till und Nele der Mittelpunkt seiner schriftstellerischen Arbeit.
Seit 1923 brachte Heimeran – angeregt durch seinen Geschichtslehrer Franz Burger – die Werke antiker Autoren in handlichen zweisprachigen Ausgaben heraus. Den ersten Band dieser Reihe von Tuskulum-Büchern (die später den Titel Sammlung Tusculum erhielt) mit Oden und Epoden des Horaz gab Burger selbst 1923 heraus. Im Jahr 1940 wurde unter anderem eine zweisprachige Kurzfassung des Neuen Testaments (Das Evangelium) durch Kurt Aland veröffentlicht. Nach dem Zweiten Weltkrieg erschienen etliche bahnbrechende Editionen (Arrian, Anthologia Graeca, Prokopios von Cäsarea, Plinius d. Ä. und viele andere). Das Bändchen Hellas. Ein Führer durch Griechenland nach antiken Quellenstücken (griechisch-lateinisch-deutsch) wurde von Georg von Reutern zusammengestellt. Heute wird die Sammlung Tusculum vom Verlag De Gruyter weitergeführt.
Heimeran starb mit 52 Jahren an einem Gehirnschlag.

## Sonstiges
In Heimerans ehemaligem Gymnasium, dem heutigen Oskar-von-Miller-Gymnasium in München-Schwabing, gibt es ein sogenanntes „Heimeran-Zimmer“. Darin ist die Schulbücherei als Lern- und Lesesaal für die Oberstufe beheimatet, nachdem die entsprechenden Räumlichkeiten nicht mehr als Direktoren-Wohnung gebraucht wurden. Heimerans Nachlass befindet sich seit 2002 im Deutschen Literaturarchiv Marbach.

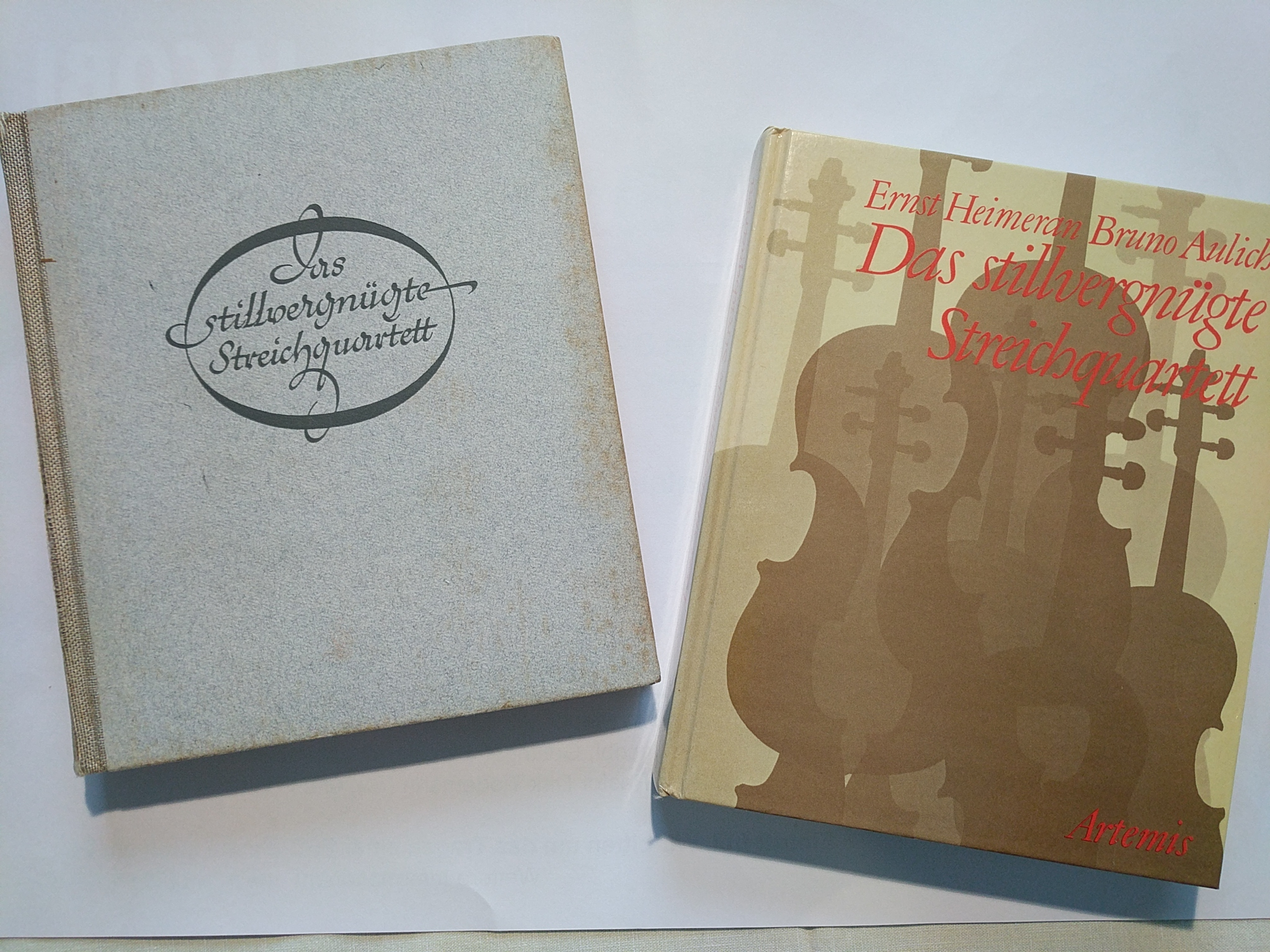
Das stillvergnügte Streichquartett, Ausgabe von 1940

## Werke Heimerans als Autor (Auswahl)
- Michelangelo und das Porträt. Dissertation an der Universität Erlangen 1926. Bruckmann Verlag, München 1925, DNB 57031089X.
- Bruno Aulich, Ernst Heimeran: Das stillvergnügte Streichquartett. Digitale Version der Ausgabe von 2006. 2023, urn:nbn:de:101:1-2024040406085210236398 (Originaltitel: Das stillvergnügte Streichquartett. 1936.).
- Der Vater und sein erstes Kind (1938), dtv-Verlagsgesellschaft 1992, ISBN 978-3-423-25063-4.
- Hinaus in die Ferne mit Butterbrot und Speck; die schönsten Parodien auf Goethe bis George gesammelt und verlegt von Ernst Heimeran (1. Auflage 1943), Ernst-Heimeran-Verlag, München 1943 (4. Auflage 1962)
- Grundstück gesucht (1947)
- Der Verlagsvertreter, Bachmair Verlag, Starnberg 1947/Königshausen und Neumann, 1987, ISBN 978-3-88479-331-2.
- Büchermachen. Geschichte eines Steckenpferdes, Heimeran Verlag, München 1947 (spätere Auflagen auch unter dem Titel: Büchermachen. Ernst-Heimeran-Verlag, München zuletzt 1972)
- Garteneinmaleins (1951)
- Familienalbum (1951)
- Lehrer, die wir hatten (1954), dtv-Verlagsgesellschaft 1989, ISBN 978-3-423-25035-1.
- Die Ahnenbilder (1954) Verlag Huber & Co. AG, Frauenfeld, Schweiz
- Sonntags-Gespräche mit Nele, Von und bei Ernst Heimeran, Illustrationen von Lucie Orel, Druck: H.Laupp jr. Tübingen (1955)
- Professor Kalauer's ausgewählte musikalische Schriften. Ernst-Heimeran-Verlag, München 1955 (6. Auflage 1960)/Verlag Bärenreiter, 1992, ISBN 978-3-7618-0843-6.
- Der schwarze Schimmel (1956), Esslinger in der Thienemann-Esslinger Verlag GmbH 2017, ISBN 978-3-480-23374-8.
- Trostbüchlein in allen Lebenslagen [Augsburg]: Pendo, 1985, ISBN 978-3-85842-109-8.
- Christiane und Till – München: Dt. Taschenbuch-Verl., 1994, ISBN 978-3-423-25085-6.
- Gute Besserung – Arche Literaturverlag AG 1972, ISBN 978-3-7160-1440-0.
- Schüler, die wir waren – München: Dt. Taschenbuch-Verl., 1992, Ungekürzte Ausg., 2. Aufl., ISBN 978-3-423-25042-9.
- Grundstück gesucht – München: Dt. Taschenbuch-Verl., 1992, Ungekürzte Ausg., ISBN 978-3-423-25066-5.
- Frühling, Sommer, Herbst und Winter – Hameln: Niemeyer, 1990, 1. Aufl., ISBN 978-3-87585-743-6.
- Echter 100jähriger hundertjähriger Kalender – Zürich: Pendo-Verl., 1988, 115. Tsd.
- Das grosse Ernst-Heimeran-Buch – München: Goldmann, 1988, Genehmigte Taschenbuchausg., 1. Aufl., ISBN 978-3-442-09105-8.
- Das stillvergnügte Streichquartett – Kassel: Bärenreiter, 1987, 20. Aufl., 76. – 79. Tsd., ISBN 978-3-7765-0050-9.
- Himmelblaues Stümperle – München: Piper, 1984, 3. Aufl., 12. – 19. Tsd.
- Unfreiwilliger Humor – Zürich: Pendo, 1983, 188. – 192. Tsd.
- Hand aufs Hemd – München: Goldmann, 1982, Ungekürzte Ausg., 1. Aufl., genehmigte Taschenbuchausg.
- Vom Schreiben, Lesen, Büchermachen – München: Hanser, 1983, ISBN 978-3-446-13786-8.
- Es gibt noch Wunder – München: Hanser, 1982, ISBN  978-3-446-13508-6.
- Histoire du cheval noir qui voulait devenir blanc – Paris: Nathan, 1981
- Der Haushalt als eine schöne Kunst betrachtet – Freiburg im Breisgau: Herder, 1979
- Aus der Schule geplaudert – Stuttgart: Europ. Bildungsgemeinschaft, [1977]
- Zärtliche Geschichten Ernst-Heimeran-Verlag, München 1977
- Mit Augenzwinkern berichtet aus des heiligen Emmeran noch unheiliger Zeit (Fragment, aus dem Nachlass, gedruckt nach unbearbeitetem Entwurf). Leipzig: St. Benno-Verlag, Lizenzausgabe m. Genehm. Heimeran Verlag, München 1976